# 2010 en water-polo
Cet article présente les faits marquants de l'année 2010 en water-polo.

## Calendrier international
- 28 juin au 3 juillet : Ligue mondiale de water-polo féminin 2010 à La Jolla (États-Unis).
- 12 au 17 juillet : Ligue mondiale de water-polo masculin 2010 à Niš (Serbie).
- 27 juillet au 1er août : coupe du monde de water-polo masculin 2010 à Oradea (Roumanie).
- 17 au 22 août : coupe du monde de water-polo féminin 2010 à Christchurch (Nouvelle-Zélande).
- 29 août au 11 septembre : championnat d'Europe de water-polo masculin 2010 et féminin 2010 à Zagreb (Croatie).

## Compétitions de water-polo

### Janvier
- 9 janvier, Italie, série A1 masculine : fin des matches allers de la phase régulière. Trois équipes en trois points devancent les autres de neuf points et plus : Rari Nantes Savona, Brixia Leonessa Nuoto et Pro Recco[1].

- 16 janvier 2010 :
  - troisième journée sur six du tour préliminaire de l'Euroligue 2009-2010[2].
  - Quarts de finale aller du trophée LEN avec victoire des clubs hôtes : le Ferencvárosi TC de Budapest (1 but d'avance), le Wasserfreunde Spandau 04 (+3), le Vaterpolo Akademija Cattaro (+4) et le Brixia Leonessa Nuoto (+5)[3].
  - Championnats de France de national 1 dames : septième journée et fin des matches allers. À cause du report du match Lille-Nice de la sixième journée, trois clubs se tiennent en trois points pour les deux premières places qualificatives pour la finale : l'ASPTT Nancy, l'Olympic Nice Natation et le Lille Université Club Natation[4].
  - Championnats de France de national 1 messieurs (2e division) : onzième journée et fin des matches allers. Reims Natation 89 occupe la première place du classement, synonyme de promotion en championnat élite. Il devance le Taverny Sports nautiques 95 de sept points (qui occupe la place de barragiste), puis à onze points le Cercle des nageurs de la Marne Charenton et les Sauveteurs de Givors[5].

- 23 janvier 2010 :
  - coupes d'Europe féminines : quarts de finale allers de la Coupe des champions[6] et du trophée LEN féminin[7].
  - Espagne : finale de la coupe du Roi. Cinquième titre consécutif pour le Club Natació Atlètic-Barceloneta contre le Club Natació Sabadell (12-6)[8].
  - France élite 2009-2010 : neuvième journée et fin des matches allers. Le Cercle des nageurs de Marseille est premier de la phase régulière avec huit ou neuf points d'avance sur quatre équipes qui ont un match de retard : Montpellier Water-Polo, Olympic Nice Natation, Francs nageurs cheminots de Douai et Société de natation de Strasbourg. Le Cercle des nageurs noiséens est en position de relégable en national 1 avec zéro point[9].

- 30 janvier, Ligue adriatique de water-polo, treizième journée et fin des matches allers. Le club croate VK Jug, tenant du titre, mène avec quatre à cinq points d'avance devant un autre club croate et trois clubs monténégrins[10].

### Février
- 3 février :
  - 4e journée du tour préliminaire de l'Euroligue 2009-2010. Qualifications pour les quarts de finale du Vaterpolo klub Partizan dans le groupe C et du tenant du titre Vaterpolo klub Primorac dans le groupe B.
  - Matches retours des quarts de finale du trophée LEN masculin 2009-2010 : qualification de Brixia Leonessa Nuoto, Rari Nantes Savona, Vaterpolo Akademija Cattaro et Wasserfreunde Spandau 04.

- 6 février : matches retours des quarts de finale du trophée LEN féminin 2009-2010.

- 13 et 14 février :
  - 5e journée du tour préliminaire de l'Euroligue 2009-2010. Qualification du PVK Jadran Herceg Novi et du Club Natació Atlètic-Barceloneta dans le groupe A, du Vaterpolo klub Budva dans le groupe C et de Pro Recco dans le groupe D.
  - Matches aller des demi-finales du trophée LEN masculin 2009-2010. Brixia Leonessa Nuoto et Vaterpolo Akademija Cattaro prennent respectivement trois et quatre buts d'avance.

- 20 février :
  - matches retour des quarts de finale de la coupe des champions féminine. Qualification de Orizzonte Catania (6 buts d'avance sur les deux rencontres), de l'Olympiakós (+6), du Kinef Kirishi (+4) et du Naftikós Ómilos Vouliagménis (+2).
  - Matches aller des demi-finales du trophée LEN féminin 2009-2010. Les deux clubs grecs Naftikos Omilos Patras et Ethnikós prennent respectivement un et deux buts d'avance.

### Mars
- 3 mars, 6e et dernière journée du tour préliminaire de l'Euroligue 2009-2010. Qualification du Vaterpolo Klub Jug dans le groupe B et du Egri Vízilabda Klub dans le groupe D, tous deux affrontant leur adversaire direct au classement du groupe.

- 6 mars :
  - matches retour des demi-finales du trophée LEN masculin 2009-2010. Qualification du club monténégrin Vaterpolo Akademija Cattaro (4 buts d'avance en deux rencontres) et du club italien Rari Nantes Savona (+1).
  - Matches retour des demi-finales finales du trophée LEN féminin 2009-2010. Qualification du club grec Ethnikós et du club russe UGRA Khanty-Mansiys (tous deux avec 4 buts d'avance sur les deux rencontres).

- 14 mars, finale de la coupe d'Italie à Florence et victoire de Pro Recco 12-6 contre Rari Nantes Savona[11].

- 17 mars, match aller de la finale du trophée LEN féminin 2009-2010 à Khanty-Mansiïsk, en Russie. L'UGRA Khanty-Mansiys gagne 13 buts à 12 contre le club grec de l'Ethnikós[12].

- 23 mars : aux Jeux sud-américains de 2010 de Medellín (Colombie), l'équipe du Brésil remporte 15 buts à 4 la finale féminine contre équipe du Venezuela[13]..

- 24 mars :
  - match aller de la finale du trophée LEN masculin 2009-2010 à Savone, en Italie. Victoire 9-7 du club italien Rari Nantes Savona contre le club monténégrin Vaterpolo Akademija Cattaro.
  - Trois des quarts de finale aller de l'Euroligue 2009-2010. Victoires à l'extérieur du Vaterpolo klub Partizan (huit buts d'avance) et du tenant du titre Vaterpolo klub Primorac (+5) et du Pro Recco à domicile (+4).

- 25 mars : aux Jeux sud-américains de 2010 de Medellín (Colombie), l'équipe d'Argentine bat 8 buts à 7 la Colombie en finale masculine[13].

- 27 mars :
  - dernier des quarts de finale aller de l'Euroligue 2009-2010. Victoire à l'extérieur du Vaterpolo Klub Jug 9 à 7 contre le Club Natació Atlètic-Barceloneta.
  - Dixième et dernière journée de la phase régulière de la ligue A de Serbie. Les quatre premières équipes sur six se qualifient pour les demi-finales en deux matches gagnants organisées les 3, 7 et 10 avril : VK Partizan, invaincu, contre VK Niš et VK Vojvodina contre VK Beograd[14],[15].
  - Dernière des quatorze journées de la phase régulière de la division A1 féminine grecque. Les deux premiers à 26 points se qualifient directement pour les demi-finales : l'Olympiakós, champion en titre, et le NO Vouliagménis. Les quatre suivants participent aux quarts de finale : l'Ethnikós (17 points), le Gymnastikos Syllogos Heraklis (13 points), le Nautathlitiki Enosi Patron (12 points) et l'Αthlitikos Omilos Nireas Chalandriou (6 points)[16].

- 31 mars : dernière des vingt-deux journées de la série féminine italienne A1. Les huit premières équipes se qualifient pour la phase finale, dont les deux premiers à 63 points (19 points d'avance sur le troisième) : Fiorentina Waterpolo et Orizzonte Catania.

### Avril
- 3 avril :
  - dernière journée de la phase régulière du championnat de France élite masculine. Les quatre premiers se qualifient pour la phase finale et sont qualifiés pour les deux coupes européennes, classés par demi-finale en deux matches gagnants organisés les 8, 15 et 16 mai : Cercle des nageurs de Marseille contre Olympic Nice Natation et Montpellier Water-Polo contre Francs nageurs cheminots de Douai.
  - dernière journée de la phase régulière du championnat de France féminin de national 1. Les deux premiers se qualifient pour la finale : Olympic Nice Natation et ASPTT Nancy.

- 7 avril :
  - l'Ethnikós remporte le trophée LEN féminin 2009-2010 lors du match retour de la finale. L'équipe grecque bat 17-15 le club russe UGRA Khanty-Mansiys et le devance d'un but au cumul des deux matches[17].
  - deuxièmes matches des demi-finales du championnat masculin de Serbie : qualifications de VK Partizan contre VK Niš (10-2 à Belgrade ; 14-3 à Niš) et de VK Vojvodina contre VK Beograd (16-2 à Novi Sad ; 9-6 à Belgrade)[18]. Finale en trois matches gagnants organisés les 24 et 30 avril.

- 9 avril : première journée de la finale à quatre de la Coupe des champions féminine 2009-2010 à Corfou, en Grèce. Victoires en demi-finale de l'équipe russe du Kinef contre l'Olympiakós après prolongation (10-10 ; 2-1), et de l'équipe grecque du Naftikós Ómilos Vouliagménis contre Orizzonte Catania (12-9).

- 10 avril : à Corfou, en Grèce, finale de la Coupe des champions féminine 2009-2010 et victoire du tenant du titre NO Vouliagménis 10 buts à 7 contre Kinef, troisième de cette même compétition en 2009[19]. Dans le match de classement, Orizzonte Catania prend la troisième place contre l'Olympiakós (13-12)[20].

- 11 avril : lors des championnats d'Afrique du Sud, les OJ Eagles du Central Gauteng Aquatics remportent la finale masculine contre Western Province Aquatics. Chez les dames, l'équipe A du Western Province Aquatics qui bat l'équipe B du même club[21].

- 13 avril : dernier match de la vingtième et dernière journée de la phase régulière du championnat de Belgique de première division masculine. Les quatre premiers se qualifient pour la phase finale (demi-finales et finale au meilleur de trois matches), dans l'ordre du classement : Kortrijkse Zwemkring, champion en titre, Royal Dauphins mouscronnois, Meetjeslandse Zwemvereniging et le Cercle royal de natation de Tournai[22].

- 14 avril :
  - Vaterpolo Akademija Cattaro remporte le trophée LEN masculin 2009-2010 après prolongations. En match de retour de la finale, l'équipe monténégrine gagne 8 buts à 5 (1 but d'avance sur deux matches) contre le club italien Rari Nantes Savona, vainqueur du trophée en 2005[23].
  - matches retour des quarts de finale de l'Euroligue 2009-2010. Se qualifient pour la finale à quatre le club croate VK Jug (3 buts d'avance au cumul des scores), le club italien Pro Recco (+6), le tenant du titre monténégrin VK Primorac (+9) et le club serbe VK Partizan (+9).

- 17 avril :
  - dernière des vingt-deux journées de la phase régulière de la division d'honneur du championnat d'Espagne masculin. Les huit premiers se qualifient pour la phase finale. Parmi eux, trois ont marqué plus de cinquante points : CN Atlètic-Barceloneta (60), CN Barcelona (55) et CN Terrasa (52)[24].
  - dernière des vingt-deux journées de la phase régulière du division d'honneur du championnat d'Espagne féminin. Les quatre premiers se qualifient pour les demi-finales organisées les 21 et 24 mars : le Club Natació Sabadell, invaincu, jouera contre le CN Mataró Quadis et le Club Esportiu Mediterrani contre le CN Alcorcón[25].
  - Dernière journée de la phase régulière du championnat de Hongrie. Les quatre premiers se qualifient pour la phase finale, dans l'ordre : Egri VK, Vasas SC, Szeged VE et Ferencvárosi TC[26] - le quatrième de la phase finale ne sera pas qualifié pour l'Euroligue 2010-2011. Le vainqueur de la phase de classement 5e/8e aura droit à la seconde place qualificative pour le trophée LEN 2010-2011.
  - À Anvers, le Kortrijkse Zwemkring de Courtrai remporte la finale de la coupe de Belgique 8 buts à 4 contre le Royal Dauphins mouscronnois[27].
  - Dernière des vingt-deux journées du championnat de France de national 1 (2e division). Le Reims Natation 89 accède au championnat élite. Son second, le Taverny Sports Nautiques 95 se qualifie pour un barrage contre le Cercle des nageurs noiséens pour une place en élite[28].

- 20 avril, dernière journée des qualifications européennes de la Ligue mondiale masculine. Cinq des six matches sont annulés par la Fédération internationale de natation à cause des problèmes de transports aériens liés à l'éruption du volcan Eyjafjöll en Islande : Croatie-Grèce (reporté au 4 juillet), Espagne-Serbie (27 avril), France-Allemagne (1er juin), Monténégro-Italie (28 avril) et Russie-Macédoine (27 avril ou 4 mai, date encore à déterminer au 20 avril 2010). Seul le match Roumanie-Turquie a lieu[29].

- 24 avril :
  - dernière journée de la phase régulière du championnat d'Italie de série A1 masculine. Les huit premiers se qualifient pour la phase finale où se jouent les cinq places pour les deux coupes européennes. Trois équipes finissent avec plus de cinquante points : Rari Nantes Savona (59), Pro Recco (53) et Brixia Leonessa Nuoto (51), cette dernière avec quinze points d'avance sur le quatrième Circolo Nautico Posillipo[30].
  - matches retour des demi-finales de la première ligue féminine croate. Qualification du ŽVK Mladost avec deux matches gagnés contre le ŽVK Viktoria de Šibenik (17-3 ; 15-4). Bura et ŽVK Primorje doivent se départager par un match d'appui le 28 avril[31].
  - matches retour des demi-finales de la division d'honneur féminine espagnole et qualification du Club Natació Sabadell, champion en titre, et du Club Esportiu Mediterrani[32].

- 27 avril, dernier match du groupe C des qualifications européennes de la Ligue mondiale masculine. L'équipe de Serbie bat l'équipe d'Espagne 12 à 9, à Pontevedra. Les deux équipes sont qualifiées pour la super finale en juillet[33], la Serbie en tant que pays hôte.

- 28 avril, dernier match du groupe A des qualifications européennes de la Ligue mondiale masculine. L'équipe du Monténégro bat l'équipe d'Italie 6 à 5, à Budva, et se qualifie pour la super finale en juillet[34]

- 30 avril :
  - Matche retour de la finale du ligue A masculine serbe : le Vaterpolo klub Partizan, club de Belgrade, est proclamé champion en ayant remporté deux matches contre le VK Vojvodina (11-6 le 24 avril à Belgrade ; 10-3 le 30 à Novi Sad)[35]
  - vingt-sixième et dernière journée de la Ligue adriatique de water-polo[36]. Les participants de la finale à quatre sont, dans l'ordre du classement final : VK Jug (tenant du titre, 22 victoires en 24 matches), PVK Jadran Herceg Novi, VK Primorac et le HAVK Mladost[37]. Sont également connus les quatre clubs croates qualifiés pour la phase finale de la ligue 1A de Croatie et les quatre se disputant la place de barragiste.

- 30 avril au 2 mai :
  - tournois de qualification pour le championnat d'Europe masculin 2010 à Istanbul (groupe A), Volos (groupe B) et Oradea (groupe C) entre les équipes arrivées entre la septième place et la douzième place au championnat d'Europe de 2008 ou parmi les six premières du championnat d'Europe B de septembre 2009. Les six qualifiés de ces tournois (deux par groupe) rejoindront les six premiers du championnat 2008, qualifiées d'office pour 2010 : les équipes d'Allemagne, Croatie, Hongrie, Italie, Monténégro (tenant du titre) et Serbie[38].
  - de même pour le championnat d'Europe féminin 2010 avec deux tournois à Imperia (groupe A) et Dordrecht (groupe B) pour les équipes arrivées entre la quatrième et la huitième place aux championnats de 2008 et les trois premières du championnat B de 2009. Les deux premières équipes de chaque groupe rejoindront les quatre qualifiés : les équipes de Croatie, Espagne, Hongrie et Russie, tenant du titre[38].

### Mai
- 1er mai :
  - Matches retour des demi-finales du championnat de Belgique et qualification du Royal Dauphins mouscronnois contre le Meetjeslandse Zwemvereniging d'Eeklo (19-9, 10-3) et du Kortrijkse Zwemkring, tenant du titre, contre le Cercle royal de natation de Tournai (13-9, 11-7)[39].
  - Dernière des quatorze journées de la phase régulière de la ligue fédérale masculine allemande. Le tenant du titre, Wasserfreunde Spandau 04 termine premier invaincu devant l'Amateur Schwimm Club Duisburg (2 défaites)[40]. Les huit clubs participeront aux quarts de finale, le 29 mai, dont la composition est désignée d'après leur classement au premier mai[41].

- 2 mai :
  - dernière journée des tournois de qualification pour le championnat d'Europe masculin 2010 et qualification des deux premiers de chaque groupe : Espagne et Turquie à Istanbul (groupe A), Grèce et Macédoine à Volos (groupe B), Roumanie et Russie à Oradea (groupe C).
  - De même pour le championnat d'Europe féminin 2010 et qualification des deux premiers de chaque groupe : Italie et Allemagne à Imperia (groupe A), Pays-Bas et Grèce à Dordrecht (groupe B)[42].
  - Après le match d'appui de la finale de la division d'honneur féminine espagnole, le Club Esportiu Mediterrani est sacré champion d'Espagne. Il bat 2 matches contre 1 le tenant du titre, Club Natació Sabadell : 8-7 pour le CEM le 28 avril, 11-10 pour le CNS le 1er mai, 12-10 pour le CEM le 2 mai[43].

- 3 et 4 mai : deuxième tour des qualifications américaines pour la coupe du monde masculine 2010 à Los Alamitos, en Californie. L'équipe du Canada perd contre les deux autres équipes : 10-3 contre les États-Unis et 9-8 contre le Brésil[44].

- 5 mai : troisièmes et derniers matches des demi-finales du championnat de Hongrie masculin. En cumulant les points des rencontres de la phase régulière contre leur opposant et des trois matches joués les 24, 28 avril et 5 mai, l'Egri VK et le Vasas SC se qualifient pour la finale. Les perdants, Szeged VE et FTC, joueront pour une troisième place[45] qualificative pour l'Euroligue 2010-2011.

- 6 mai : à Dubrovnik, premiers matches de la finale à quatre de la Ligue adriatique : victoire 10 buts à 9 du VK Jug (tenant du titre et hôte) contre HAVK Mladost d'une part[46], et victoire 12 buts à 6 du PVK Jadran Herceg Novi contre VK Primorac de l'autre.

- 7 mai : à Dubrovnik, victoire du club monténégrin PVK Jadran Herceg Novi en finale de la Ligue adriatique contre le club croate, tenant du titre et premier de la phase régulière Vaterpolo klub Jug. Le score final de 11 buts à 8 (7-7 avant prolongations)[47].

- 8 mai :
  - du 5 au 8 mai, l'équipe des États-Unis remporte la qualification américaine pour la Ligue mondiale masculine à Los Alamitos, en Californie. Elle remporte ses quatre matches contre les équipes du Brésil (2 victoires) et du Venezuela (0 victoire). Chaque équipe se rencontrait deux fois[44].
  - Du 4 au 8 mai, phase finale des championnats d'Australie masculin et féminin et sacres des Victorian Tigers chez les hommes et des Barracudas Water Polo de Brisbane chez les dames[48].
  - Matches retour des quarts de finale de la série A1 masculine italienne et qualification en demi-finale, avec deux victoires consécutives, de Brixia Leonessa Nuoto, Rari Nantes Savona et Pro Recco[49]. Circolo Nautico Posillipo et Rari Nantes Florentia doivent jouer un match d'appui le 12 mai.

- 12 mai :
  - Dernière journée de la phase de classement 5e-8e du championnat de Hongrie : le Domino Honvéd prend la cinquième place et se qualifie pour le trophée LEN masculin[50].
  - En gagnant le match d'appui de quart de finale de la série A1 italienne, le Circolo Nautico Posillipo se qualifie pour les demi-finales[51].

- 14 mai : finale à quatre de l'Euroligue 2009-2010 à Naples, en Italie. En demi-finales, le club italien Pro Recco bat 8 buts à 7 le club serbe VK Partizan et le club monténégrin tenant du titre VK Primorac bat 11-10 le club croate VK Jug[52].

- 15 mai :
  - Le club italien Pro Recco remporte l'Euroligue 2009-2010, la principale compétition masculine européenne des clubs à Naples, en Italie. Par un score de 9 buts à 3, il défait le tenant monténégrin du titre, le VK Primorac de Kotor[52].
  - Match d'appui de la finale de la ligue 1 féminine croate, le ŽVK Mdladost est sacré champion en battant ŽVK Primorje 9 buts à 6[53]. Primorje avait remporté le premier match, le 1er mai, 8 à 7[54], et Mladost le suivant 10 à 7, le 8 mai[55].
  - Le Dunaújvárosi FVE est sacré champion féminin de Hongrie en terminant premier du dernier match de la poule de la phase finale[56].
  - Le Szeged VE remporte la troisième place du championnat de Hongrie en battant pour la troisième fois consécutive le Vasas SC[50]. Il se qualifie ainsi pour l'Euroligue 2010-2011 tandis que Vasas SC participera au trophée LEN 2010-2011.
  - Demi-finales retour du championnat de France élite. Vainqueurs des deux matches successifs, le Cercle des nageurs de Marseille (tenant du titre) et Montpellier Water-Polo se qualifient pour la finale et le premier tour de l'Euroligue 2010-2011 tandis que leurs adversaires respectifs l'Olympic Nice Natation et les Francs nageurs cheminots de Douai se qualifient pour le trophée LEN 2010-2011.
  - Matches retour des quarts de finale de la division d'honneur masculine espagnole et qualification en demi-finale, avec deux victoires consécutives, du Club Natació Barcelona, CN Terrasa et du CN Atlètic-Barceloneta[57], tous trois premiers de la phase régulière.
  - Matches retour des quarts de finale de la série A1 féminine italienne et qualification en demi-finale, avec deux victoires consécutives, de l'Orizzonte Catania, championnat en titre, du Rapallo Nuoto, du Mediterranea Imperia et du Fiorentina Waterpolo[58].

- 16 mai :
  - En Grande-Bretagne, les fédérations britanniques féminines et masculines de water-polo ont définitivement adopté leur fusion dans une British Water Polo League lors du congrès fondateur d'Hockley Heath[59]. Elle regroupera l'ensemble des équipes des deux sexes d'Angleterre, d'Écosse et du Pays de Galles.
  - En France, troisième match de barrage au cours duquel le Taverny Sports nautiques 95, deuxième de national 1 française, est promu en championnat élite aux dépens du Cercle des nageurs noiséens[60].
  - En Espagne, le Club Natació Sabadell, cinquième de la phase régulière, bat lors du match d'appui des quarts de finale de la division d'honneur masculine espagnole le CN Mataró, quatrième de la phase régulière[61].

- 16 au 23 mai : premier et second tours des qualifications américaines pour la Ligue mondiale féminine, à Mayagüez (Porto Rico), entre les équipes de quatre pays.

- 19 au 23 mai :
  - premier tour des qualifications asiatiques pour la Ligue mondiale masculine, à Osaka, entre les équipes de six pays. L'Australie domine en remportant ses cinq matches (15 points), suivie de la Chine (12 points) et du Japon (9 points)[62].
  - De même, du 21 au 23 mai, a lieu le premier tour des qualifications asiatiques pour la Ligue mondiale féminine, à Osaka, entre les équipes de quatre pays. Lors de la troisième journée, l'équipe de Chine bat celle d'Australie aux tirs au but et prend la tête du groupe (8 points contre 7 pour les Australiennes)[62].
  - Finalement, chez les hommes comme les femmes, ce sont les équipes d'Australie et de Chine qui se qualifient pour chacune des super finales[63].

- 21 mai :
  - tirage au sort des groupes de la phase finale des championnats d'Europe féminin et masculin à Zagreb, en Croatie[64].
  - Matches aller des demi-finales du championnat de Croatie entre les quatre premiers clubs croates de la Ligue adriatique 2009-2010. VK Jug bat Mornar 13 buts à 5[65] et HAVK Mladost bat Primorje 11 à 5[66].

- 22 mai :
  - matches retour des demi-finale de la division d'honneur masculine espagnole et qualification en finale, avec deux victoires consécutives, du CN Atlètic-Barceloneta et du Club Natació Terrasa, respectivement champion et vice-champion en titre. Le CNAB élimine le CN Sabadell (16-11 à Sabadell et 12-10) et le CNT le CN Barcelona (12-7 à Terrasa et 8-5)[67].
  - Matches retour des demi-finales de la série A1 masculine italienne et qualification en finale, avec deux victoires consécutives, de Pro Recco, champion en titre, contre Brixia Leonessa Nuoto (9-7 à domicile, puis 7-5), et du Rari Nantes Savona contre le Circolo Nautico Posillipo (12-8 à domicile, 8-7)[68].
  - En match retour de demi-finale du championnat du Monténégro, PVK Jadran, vainqueur de la Ligue adriatique 2010, se qualifie en battant VA Cattaro (11-10 à domicile, 12-5)[69].

- 23 mai :
  - dernière journée des qualifications américaines pour la Ligue mondiale féminine, à Mayagüez (Porto Rico). Avec cinq victoires et une meilleure différence de buts, l'équipe du Canada termine première devant celle des États-Unis, elle aussi qualifiée comme pays hôte de la super finale[70].
  - Au quatrième match de la finale de national 1 dames, l'Olympic Nice Natation est sacré champion de France féminin en s'imposant trois matches à un contre l'ASPTT Nancy (6-7, 9-7, 6-5, 9-7)[71].
  - Sacre du Clubul Sportiv Municipal Oradea lors de la dernière journée de la phase finale du championnat de Roumanie. Il devance trois équipes de Bucarest, le Dinamo, le Steaua et le Rapid[72],[73].
  - À Esslingen am Neckar, ont lieu les finales des coupes d'Allemagne. L'Amateur Schwimm Club Duisburg remporte la coupe masculine et le Schwimmverein Blau-Weiß Bochum 1896 la coupe féminine[74].
  - À Bâle, le Lugano NPS remporte la coupe masculine de Suisse en battant 14 buts à 9 en finale le Schwimmclub Horgen[75].
  - En match retour de demi-finale du championnat du Monténégro, VK Primorac se qualifie en battant VK Budva (11-5 à domicile, 12-7)[76].

- 26 mai :
  - Sacre du NO Vouliagménis lors de sa troisième victoire d'affilée contre l'Olympiakos en finale du championnat féminin de Grèce (8-6 à l'extérieur, 13-11, 11-4)[77].
  - Sacre de Vasas SC lors cinquième et dernier match de la finale du championnat de Hongrie. Il bat 3 matches à 2 l'Egri VK (11-12, 6-2, 7-6, 11-12 et 10-9 du 8 au 26 mai)[78].
  - Matches retour des demi-finales de la première ligue masculine croate et qualification du VK Jug, tenant du titre, contre Mornar (13-5 à domicile, 16-4)[79] et de HAVK Mladost, champion en 2008, contre Primorje (11-5 à domicile, 14-9)[80],[81]. Dans les matches de classement, le Vk Jadran de Split prend la cinquième place du championnat et se qualifie pour le premier tour du trophée LEN 2010-2011[82] et le VK Šibenik termine huitième et dernier[83].

- 26 au 30 mai :
  - L'équipe d'Australie se qualifie pour la super finale de la Ligue mondiale masculine en étant invaincu lors du deuxième tour des qualifications asiatiques, à Tianjin en Chine, entre les équipes de six pays. Ils terminent avec 30 points devant l'équipe de Chine (24 points)[84].
  - De même, du 26 au 28 mai, les équipes féminines de quatre pays joue le deuxième tour des qualifications asiatiques pour la Ligue mondiale féminine, à Canton en Chine. L'équipe d'Australie se qualifie pour la super finale en devançant l'équipe de Chine (10-5 lors de leur confrontation du 26 mai)[85].

- 29 mai :
  - Sacre du Royal Dauphins mouscronnois lors du match d'appui de la finale de la première division belge contre le champion en titre, Kortrijkse Zwemkring (10-9 à domicile, 8-9 et 9-8 à Courtrai)[86],[87].
  - Sacre du Club Natació Atlètic-Barceloneta lors du match retour de la finale de la division d'honneur masculine espagnole. Il bat en deux matches le Club Natació Terrassa (7-10 à l'extérieur, 13-6)[88].
  - Sacre du Cercle des nageurs de Marseille lors du match retour de la finale du championnat de France élite. Il bat en deux matches le Montpellier Water-Polo (12-10 à Montpellier le 22 mai, 10-9).
  - Matches retour des demi-finales de la série A1 féminine italienne et qualifications pour la finale en deux matches gagnants de l'Orizzonte Catania, champion en titre, contre Rari Nantes Imperia (12-9 à l'extérieur, 10-6) et de Fiorentina Nuoto contre Rapallo Nuoto (12-5 à l'extérieur, 16-6)[89].
  - Matches retour des quarts de finale de la division A1 masculine grecque et qualification avec deux victoires consécutives du NO Vouliagménis contre le Panathinaïkos[90]

- 30 mai :
  - en Russie, au terme de trois jours de compétition, l'équipe féminine du Canada remporte la coupe Kirichi en finale contre la Russie. Les équipes d'Allemagne et de Grande-Bretagne terminent troisième et quatrième[91],[92].
  - Au terme de trois jours de tournoi, sacre des Dollard Devils en finale du championnat masculin canadien contre le Club aquatique water-polo Montréal (CAMO)[93]

### Juin
- 5 juin :
  - la Rari Nantes Florentia prend la cinquième place de la série A1 masculine italienne et la seconde place qualificative pour le trophée LEN 2010-2011 en battant en deux matches consécutifs le Lazio Nuoto (11-6 à domicile, 11-6)[94].
  - matches retour des quarts de finale du championnat d'Allemagne et qualifications avec deux victoires consécutives de Wasserfreunde Spandau 04, tenant du titre, Amateur Schwimm Club Duisburg, Schwimmverein Bayer Uerdingen 08 et, le 6 juin, Schwimmsportverein Esslingen[95].

- 6 juin :
  - Deuxième journée de la finale à quatre des championnats de Nouvelle-Zélande : chez les dames, victoire des Marist Magic d'Auckland, et de North Harbour chez les messieurs[96].
  - Sacre du Portinado Associação natação de Portimão lors du quatrième match de la finale du championnat du Portugal. Il bat trois matches à un le Sport Comércio e Salgueiros (5-9, 11-7, 8-4 et 9-8)[97].
  - Victoire du Fluminense FC en finale de la coupe masculine du Brésil (cinquième coupe consécutive) au terme d'une compétition commencée le 3 juin[98].

- 7 juin :
  - sacre du club de Tbilissi lors de la finale du championnat masculin de Géorgie contre Ligamus, le club de l'Université d'État Ilia[99].
  - sacre de PVK Jadran lors du troisième match de la finale du championnat du Monténégro. Il a remporté trois matches consécutifs contre le VK Primorac (10-6 à domicile le 31 mai, 8-6 le 3 juin et 14-13)[100]. VK Budva prend la troisième place et la dernière place qualificative pour l'Euroligue 2010-2011 face au Vaterpolo Akademija Cattaro[101].
  - Au Monténégro, la direction du Vaterpolo Akademija Cattaro annonce la dissolution de son équipe première malgré sa victoire au trophée LEN 2009-2010. Le club souhaite se consacrer à la formation des jeunes poloïstes en constituant une nouvelle équipe première[102].

- 8 juin :
  - sacre du Pro Recco lors du troisième matche de la finale de la série A1 masculine italienne. Le club tenant du titre bat en trois victoires consécutives le Rari Nantes Savona (7-4 à l'extérieur, 10-9, 10-8)[103]. Lors du match d'appui pour la troisième place de la série A1 masculine italienne, dotée de la troisième place qualificative pour l'Euroligue 2010-2011, le Brixia Leonessa Nuoto bat Circolo Nautico Posillipo deux matches à un (9-8 à domicile, 10-11, 15-10)[104].
  - lors du deuxième match des demi-finales de la division A1 masculine grecque, se qualifient pour la finale l'Olympiakós contre le NO Vouliagménis d'une part, et le Panionios contre le PAOK d'autre part[105].

- 12 juin : lors du match d'appui pour la troisième place du championnat de Croatie, Primorje l'emporte sur VK Mornar deux matches à un (10-11 à domicile, 10-6 et 11-4) et obtient la troisième place qualificative pour l'Euroligue 2010-2011[106].

- 13 juin :
  - dernier jour du premier tour des qualifications européennes pour la Ligue mondiale féminine, commencé le 9 juin à Athènes (Grèce) et à Budapest (Hongrie), entre les équipes de neuf pays d'Europe et l'Afrique du Sud. À Budapest, l'équipe de Russie finit en tête avec quatre victoires[107].
  - Au terme de trois jours de tournoi, sacre des Dollard Devils en finale du championnat féminin canadien contre le Club aquatique water-polo Montréal (CAMO)[108].
  - Sacre du Frem Odense lors du match d'appui de la finale de la première division masculine danoise contre GI40 Hermes (8-6, 6-8, 7-6)[109],[110].
  - Sacre du Galatasaray SK lors du deuxième match de la finale du championnat masculin de Turquie contre le İstanbul Yüzme İhtısas Kulübü[111].
  - Victoire du Esporte Clube Pinheiros (pt) en finale de la coupe féminine du Brésil au terme d'une compétition commencée le 9 juin[112].
  - Troisième match des demi-finales de la ligue fédérale masculine allemande et qualification en finale du Wasserfreunde Spandau 04 et de l'Amateur Schwimm Club Duisburg[113].

- 15 juin :
  - Sacre du Vaterpolo Koper lors du troisième match de la finale du championnat masculin slovène[114].

- 19 juin :
  - Sacre du Vaterpolo klub Jug, tenant du titre, lors du cinquième et dernier match de la finale du championnat masculin de Croatie. Il bat trois matches à deux le HAVK Mladost, champion en 2008[115].
  - Sacre de l'Olympiakós SFP lors de sa troisième victoire consécutive contre le Paniónios GSS en finale de la division A1 masculine grecque[116].
  - Sacre du ŁSTW Łódź en finale du championnat masculin de Pologne[117].

- 20 juin :
  - dernière journée du second tour des qualifications européennes pour la Ligue mondiale féminine, à Messine (Italie) et Nancy (France), entre les équipes de neuf pays d'Europe et l'Afrique du Sud, commencé le 16 juin. Se qualifient pour la super finale les équipes de Grèce, de Hongrie, des Pays-Bas et de Russie.
  - qualification de l'Afrique du Sud lors de la dernière journée des qualifications africaines pour la Ligue mondiale masculine, commencées le 17 juin à Tunis, contre les équipes d'Algérie, du Maroc et de Tunisie[118]
  - Sacre de l'Orizzonte Catania lors du cinquième et dernier match de la finale de la série A1 féminine italienne contre Fiorentina Waterpolo[119].
  - dernier match de la dernière journée de la phase régulière de la ligue nationale masculine de Suisse[120].

- 27 juin :
  - Sacre du ČH Hornets Košice lors de la dernière journée de la phase finale du championnat masculin slovaque[121].
  - Schwimmverein Bayer Uerdingen 08 prend la troisième place de la ligue fédérale masculine allemande en battant deux matches à un le Schwimmsportverein Esslingen[122].

- 28 juin au 3 juillet : finale de la Ligue mondiale féminine à La Jolla, en Californie, aux États-Unis.

- 30 juin :
  - Au terme des trois journées du tour préliminaire de la super finale de la Ligue mondiale féminine 2010, les équipes de Chine et des États-Unis terminent premières de leur groupe respectif.
  - Sacre du Wasserfreunde Spandau 04 lors du quatrième match de la finale de la ligue fédérale masculine allemande. Il bat trois matches à un l'Amateur Schwimm Club Duisburg[122].

### Juillet
- 2 juillet :
  - Lors des demi-finales de la Ligue mondiale féminine 2010, les équipes d'Australie et des États-Unis se qualifient pour la finale[123].

- 3 juillet :
  - Finale de la Ligue mondiale féminine 2010, à La Jolla, aux États-Unis : le tenant du titre, l'équipe des États-Unis, remporte le match aux tirs au but (score de 7-7, 5 tirs à 4) contre l'équipe d'Australie[124].
  - Dernier match des qualifications européennes pour la Ligue mondiale masculine. L'équipe de Croatie conserve sa première place qualificative en battant 10 buts à 6 l'équipe de Grèce[125].

- 4 juillet :
  - Sacre du Schwimmverein Blau-Weiß Bochum 1896 lors de la finale de la ligue fédérale féminine allemande[126].
  - Sacre du Wasserball Club Tirol d'Innsbruck lors de la dernière journée de la troisième manche de la phase finale de la ligue fédérale masculine autrichienne[127].

- 13 au 18 juillet : super finale de la Ligue mondiale masculine à Niš, en Serbie, gagnée par l'équipe de Serbie.

- 24 juillet : sacre du Lugano NPS lors de sa troisième victoire consécutive en finale du championnat suisse masculin contre le Schwimmclub Kreuzlingen[128].

- 26 au 31 juillet : victoire de l'équipe féminine de Porto Rico et de l'équipe masculine de Colombie lors des compétitions de water-polo des Jeux d'Amérique centrale et des Caraïbes 2010 à Mayagüez, à Porto Rico[129]. Elles servent de qualifications pour les Jeux panaméricains d'octobre 2011[130].

- 27 juillet au 1er août : victoire de l'équipe de Serbie lors de la coupe du monde masculine à Oradea, en Roumanie. Elle bat 13 buts à 7 l'équipe de Croatie.

### Août
- 6 août :
  - tirage au sort des groupes du tour de qualification du championnat d'Europe masculin de 2012[131].
  - tirage au sort des premiers tours de l'Euroligue masculine, de la Coupe des champions féminine, des trophée LEN masculin et féminin de la saison 2010-2011, les quatre coupes d'Europes des clubs de la Ligue européenne de natation[132].

- 17 au 22 août : victoire de l'équipe des États-Unis lors de la coupe du monde féminine à Christchurch, en Nouvelle-Zélande. Elle bat en finale 6 buts à 3 l'équipe d'Australie, tenant du titre.

- 29 août au 11 septembre : championnat d'Europe masculin 2010 à Zagreb, en Croatie.

- 31 août au 10 septembre : championnat d'Europe féminin 2010 à Zagreb, en Croatie.

### Septembre
- 10 septembre : victoire de l'équipe de Russie lors de la finale du championnat d'Europe féminin 2010 à Zagreb, en Croatie[133].

- 11 septembre :
  - victoire de l'équipe de Croatie en finale du championnat d'Europe masculin 2010 à Zagreb, en Croatie[133].
  - tirage au sort des groupes de qualifications du championnat d'Europe féminin 2012 à Zagreb[131]
  - à Sheffield, premiers matches de la première division masculine de Grande-Bretagne qui se sont déroulés en l'absence des joueurs de l'équipe nationale en tournée internationale pour préparer les Jeux olympiques de 2012[134]. La finale aura lieu le 22 janvier 2011 à Manchester[135].

- 17 au 19 septembre :
  - trente-deuxièmes de finale de la coupe masculine de Belgique[136].
  - premier tour qualificatif de la ligue nationale masculine brésilienne pour désigner les deux clubs des Norte et Nordeste qui participeront au deuxième tour à Rio de Janeiro[137].

- 23 au 26 septembre : premier tour de qualification de l'Euroligue 2010-2011.

- 25 et 26 septembre :
  - trois premiers matches de la phase finale « Super 6 » de la ligue nationale A argentine[138].
  - premier tour de la coupe d'Italie de water-polo avec qualification des deux premiers de deux groupes pour le second tour les 2 et 3 octobre[139].

- 28 septembre : à Terrassa, quarts de finale des coupes féminine et masculine de Catalogne, regroupant la majorité des clubs des premières divisions espagnoles[140].

- 29 septembre au 2 octobre : à Rio de Janeiro, premier groupe du second tour qualificatif de la ligue nationale masculine brésilienne. Les quatre premiers (Fluminense FC, Botafogo FR, Tijuca TC et CR Flamengo dans l'ordre du classement final) participent à la phase régulière du championnat dont la finale est prévu le 12 décembre 2010[137],[141].

### Octobre
- 1er octobre : à Terrassa, demi-finales des coupes féminine[142] et masculine[143] de Catalogne[140].

- 1er au 3 octobre : coupes de France à Lille pour les hommes[144]. Pour la première fois, une coupe féminine est organisée à Douai, « à titre expérimental », entre les quatre premiers clubs de la saison précédente de division nationale 1[145]. La première est remportée par le Cercle des nageurs de Marseille, tenant du titre, contre l'Olympic Nice natation (14-6 en finale). La seconde, en mode championnat, est gagnée par l'Olympic Nice natation avec trois victoires en trois matches.

- 2 et 3 octobre :
  - premiers matches de la coupe masculine de Hongrie avec répartition des douze clubs participants en quatre groupes[146].
  - deuxième tour de la coupe masculine d'Italie avec entrée en lice des quatre premiers de la série A1 de la saison 2009-2010. Les deux premiers des deux groupes se qualifient pour la finale à quatre[147].

- 3 octobre : à Terrassa, finales des coupes féminine et masculine de Catalogne. Chez les dames, le Club Natació Sabadell bat 21 buts à 5 le Club Esportiu Mediterrani ; chez les messieurs, le Club Natació Atlètic-Barceloneta remporte sa cinquième coupe d'affilée, contre le Club Natació Terrassa (5 buts à 4)[140].

- 7 au 10 octobre :
  - premier tour du trophée LEN masculin 2010-2011, la seconde coupe d'Europe des clubs.
  - à São Paulo, matches du deuxième groupe du second tour qualificatif de la ligue nationale masculine brésilienne. Les quatre premiers de chaque groupe participent à la phase régulière du championnat dont la finale est prévu le 12 décembre 2010, dans l'ordre du classement : Club Athletico Paulistano, Sesi, Esporte Clube Pinheiros (pt) et Clube Paineiras do Morumby[148].

- 8 et 9 octobre :
  - seizièmes de finale de la coupe de Belgique masculine[149].
  - en Hongrie, première journée de la phase régulière de la première division féminine[150].

- 8 au 10 octobre :
  - deuxième tour de l'Euroligue 2010-2011, principale coupe d'Europe masculine. Les deux premiers des quatre groupes se qualifient pour le tour préliminaire.

- 9 octobre :
  - à Mouscron, en Belgique, le vainqueur de la coupe Kortrijkse Zwemkring remporte la supercoupe masculine contre le champion Royal Dauphins mouscronnois 8 buts à 6[151].
  - au Portugal, victoire du Clube Natação da Amadora en supercoupe féminine contre Sport Comércio e Salgueiros (7 buts à 5) et de Portinado en supercoupe masculine contre Sport Comércio e Salgueiros (13 buts à 12)[152].
  - en France, première journée de la phase régulière du championnat élite masculin et du championnat national 1 dames.

- 9 et 10 octobre : derniers matches de la phase préliminaire du championnat de masculin de Grande-Bretagne. Les cinq premiers se qualifient pour la phase finale : City of Manchester Water Polo Club, Lancaster City Water Polo (tenant du titre) et les clubs de Bristol, Cheltenham and West London Penguin[153].

- 12 octobre : premiers matches de la troisième phase et phase régulière de la ligue nationale masculine brésilienne au cours de laquelle les huit équipes qualifiées s'affrontent en matches aller et retour. Les deux premières iront en demi-finales tandis que leurs quatre suivants participeront à des quarts de finale[154].

- 13 octobre : Dragan Andrić, champion olympique yougoslave en 1984 et 1988 et entraîneur depuis les années 1990 (en Grèce depuis 2001), devient le sélectionneur de l'équipe nationale masculine grecque[155], neuvième au championnat d'Europe en septembre 2010.

- 14 octobre :
  - à Sabadell, le Club Natació Sabadell remporte sa deuxième supercoupe d'Espagne féminine d'affilée contre Club Esportiu Mediterrani dix-neuf buts à deux[156].
  - première journée de la première division masculine portugaise.

- 15 et 16 octobre : quarts de finale de la coupe masculine de Hongrie[157].

- 16 octobre :
  - à Barcelone, le Club Natació Atlètic-Barceloneta remporte sa cinquième supercoupe d'Espagne masculine d'affilée contre le Club Natació Sabadell onze buts à sept. En cinq saisons, il a gagné l'ensemble des titres nationaux : championnat, coupe du Roi et supercoupe[158].
  - première journée de la phase régulière de la Ligue adriatique, entre treize clubs pour la saison 2010-2011[159].
  - en Espagne, première journée de la phase régulière de la division d'honneur féminine[160].
  - en Italie, première journée de la phase régulière des séries A1 masculine et A1 féminine[161].
  - en Hongrie, premiers matches des deux groupes du premier tour de la coupe féminine de Hongrie[162].
  - au Portugal, première journée du championnat masculin du Portugal.

- 22 au 24 octobre :
  - deuxième tour du trophée LEN masculin 2010-2011. Les deux premiers de chacun des huit groupes se qualifient pour les huitièmes de finale.
  - matches des deux groupes de qualification pour la finale de la coupe masculine de Croatie[163].

- 23 octobre :
  - première journée de la phase régulière de la division d'Honneur masculine espagnole.
  - première journée de la phase régulière du championnat féminin du Portugal.

- 30 octobre :
  - première journée du tour de qualification pour le championnat d'Europe masculin 2012[164].

### Novembre
- 6 novembre :
  - première journée de la première phase de la ligue fédérale masculine allemande. Les seize équipes sont répartis en deux groupes de huit, selon le classement 2009-2010. Les deux dernières du groupe A devront remporter un barrage contre les deux premières du groupe B pour participer aux quarts de finale et éviter un tournoi pour désigner les barragistes menacés de relégation en deuxième ligue[165].
  - première journée de la phase régulière de la division A1 masculine grecque.

- 13 novembre : le groupe croate de création et construction d'infrastructures Dalekovod devient le premier sponsor à accoler son nom à l'Euroligue de water-polo pour la saison 2010-2011[166].

- 13 et 14 octobre :
  - première des six journées du tour préliminaire de l'Euroligue 2010-2011 ;
  - huitièmes de finale aller du Trophée LEN masculin 2010-2011.

- 13 novembre : demi-finales des coupes féminine et masculine des Pays-Bas.

- 14 novembre : à Radès, finale de la coupe masculine de Tunisie entre Club de natation de Ben Arous et l'Avenir sportif de La Marsa. Le vainqueur organisera le championnat arabe des clubs champions de mars 2011[167].

- 15 au 17 novembre : l'équipe de Chine remporte le premier[168] tournoi féminin organisé dans le cadre des Jeux asiatiques pendant l'édition 2010, à Guangzhou (Chine). Elle a remporté les trois matches d'un championnat avec trois autres équipes participantes.

- 16 novembre : première journée des qualifications européennes de la Ligue mondiale masculine 2011.

- 18 au 25 novembre : tournoi masculin aux Jeux asiatiques de 2010, à Guangzhou (Chine).

- 19 au 21 novembre : finales à quatre des coupes de Hongrie[169] :
  - 19 novembre : demi-finales de la coupe féminine avec les matches Szeged VE contre Vasutas (13 buts à 8) et Szentesi VK contre Dunaujvaros (8-6).
  - 20 novembre : demi-finales de la coupe masculine avec les matches Domino Honvéd contre Ferencvárosi TC (9-7) et Egri VK contre Szeged VE (9-3).
  - 21 novembre : finales des coupes de Hongrie. Chez les dames, Szentesi VK bat le Szeged VE 6 buts à 5. Chez les messieurs, Domino Honvéd bat Egri VK 9 buts à 6.

- 20 novembre :
  - deuxième journée du tour de qualification pour le championnat d'Europe masculin 2012[170].
  - derniers matches de la troisième phase et phase régulière de la ligue nationale masculine brésilienne. Les deux premiers, Fluminense (14 points) et Esporte Clube Pinheiros (pt) (11 points), se qualifient pour les demi-finales du championnat ; leurs quatre suivants (classés avec 3 à 10 points) pour les quarts de finale : Paulistano contre Flamengo d'une part, Sesi et Botafogo d'autre part[171].

- 25 novembre : le Sesi, quatrième de la phase régulière de la ligue nationale masculine brésilienne renonce à sa place en quart de finale. Son adversaire, le Botafogo, accède directement à la demi-finale contre le Fluminense, premier de la phase régulière[171].

- 26 novembre : à Athènes, le club grec Naftikós Ómilos Vouliagménis remporte la Supercoupe d'Europe féminine en battant 13 buts à 5 l'Ethnikós[172].

- 26 au 28 novembre : huitièmes de finale de la coupe masculine de Belgique[136].

- 27 et 28 novembre : à Rio de Janeiro, le Paulistano, troisième de la phase régulière[171], gagne le quart de finale aller et retour de la ligue nationale masculine brésilienne contre Flamengo (17 buts à 5, 17-6)[173].

- 27 novembre : à Eindhoven (Pays-Bas), la Ligue européenne de natation et LEN Magazine remettent leurs prix annuels du « Most Valuable Player » dans le cadre des « Athlètes aquatiques européens de l'année ». Chez les dames, est récompensée la capitaine de l'équipe russe Sofya Konukh, vainqueur du championnat d'Europe. Pour les messieurs, est honoré Vanja Udovičić, international serbe meilleur buteur de la finale à quatre de l'Euroligue 2010 qu'il a remportée avec le club italien Pro Recco, meilleur joueur de la super finale de la Ligue mondiale 2010 et a cumulé les deux honneurs au championnat d'Europe de Zagreb[174].

### Décembre
- 1er décembre : deuxième des six journées du tour préliminaire de l'Euroligue 2010-2011.

- 4 et 5 décembre : demi-finales aller et retour de la ligue nationale masculine brésilienne entre Fluminense et Botafogo d'une part (premier et cinquième de la phase régulière), et Esporte Clube Pinheiros (pt) contre le vainqueur de Paulistano[171],[173]. Fluminense se qualifie avec deux victoires (9 buts 5, et 9-4) aux côtés de Pinheiros (défaite, puis victoire).

- 10 au 12 décembre : tour de qualification du trophée LEN féminin 2010-2011.

- 11 et 12 décembre :
  - finale aller et retour de la ligue nationale masculine brésilienne et troisième sacre consécutif de l'Esporte Clube Pinheiros (pt) qui bat au score cumulé Fluminense FC (9-5 ; 7-9)[175],[176]. Le Paulistano prend la troisième place contre Botafogo (11-8 ; 6-9)[177].
  - Matches aller et retour des demi-finales de la coupe masculine du Monténégro. Se qualifient pour la finale le VK Primorac contre VA Cattaro (12-3 à l'extérieur, 10-5) et le VK Budva contre PVK Jadran (8-8 à l'extérieur, 8-5)[178].
  - Derniers matches de la phase régulières de la première division masculine de Grande-Bretagne : avec 15 victoires, un score nul et une défaite, le Bristol Central SC est sacré champion, suivi du Lancaster City SWP et du City of Manchester WC[179],[180].

- 11 décembre :
  - Première journée de la finale à quatre de la coupe masculine de Croatie. En demi-finales : HAVK Mladost bat VK Jug onze buts à neuf[181] et Primorje bat VK Jadran quatorze buts à six[182].
  - Première journée de la finale à quatre de la coupe masculine de Serbie. Se qualifient pour la finale le VK Partizan (7-2 contre Crvena Zvezda) et le VK Vojvodina (11-2 contre VK ŽAK)[183].

- 12 décembre :
  - à Zadar, HAVK Mladost remporte la coupe masculine de Croatie en finale contre Primorje par dix buts à huit[184].
  - ŽVK Primorje remporte la finale de la coupe féminine de Croatie en battant en finale ŽVK Bura quinze buts à huit[185].
  - Vaterpolo klub Partizan remporte la coupe masculine de Serbie en battant en finale Vaterpolo klub Vojvodina onze buts à huit[183].

- 14 décembre : à Trieste, le club italien Pro Recco, tenant de l'Euroligue 2009-2010, remporte la supercoupe d'Europe masculine en battant treize buts à quatre le club monténégrin Vaterpolo Akademija Cattaro, vainqueur du trophée LEN[186]

- 18 décembre : huitièmes de finale retour du trophée LEN masculin 2010-2011 et qualification des clubs français Cercle des nageurs de Marseille, grec Panionios GSS, hongrois Domino Honvéd et Ferencváros TC, italiens Brixia Leonessa et Rari Nantes Savona, roumain CSM Oradea et slovène VK Koper. Le tenant monténégrin du titre, Vaterpolo Akamedija Cattaro est éliminé par Ferencváros TC.

- 18 et 19 décembre : troisième des six journées du tour préliminaire de l'Euroligue 2010-2011. Restent invaincus, avec trois victoires, le tenant italien du titre Pro Recco et les clubs croates HAVK Mladost et VK Jug.

- 21 décembre : la fédération croate de water-polo décerne le titre de meilleur joueur croate de l'année à Damir Burić, champion d'Europe par équipe, champion et vainqueur de la supercoupe d'Europe avec le club italien Pro Recco[187],[188].

- 22 décembre : le match aller de la finale de la coupe masculine du Monténégro entre les clubs de Budva et de Primorac est reporté au 5 janvier 2011. Le Vaterpolo klub Budva n'a pu revenir à temps de Recco, en Italie, après la troisième journée du tour préliminaire de l'Euroligue 2010-2011, en raison des conditions météorologiques[189].

- 22 au 29 décembre : à Téhéran, le club iranien de l'Azad University remporte les Championnats des clubs de water-polo asiatiques joués entre quatre clubs[190],[191].